# Ajedrez hexagonal
El término ajedrez hexagonal se refiere a las variantes de ajedrez que se juegan en tableros con celdas hexagonales. El más popular es el ajedrez hexagonal de Gliński inventado por Władysław Gliński en 1936.

## Ajedrez Hexagonal de Gliński

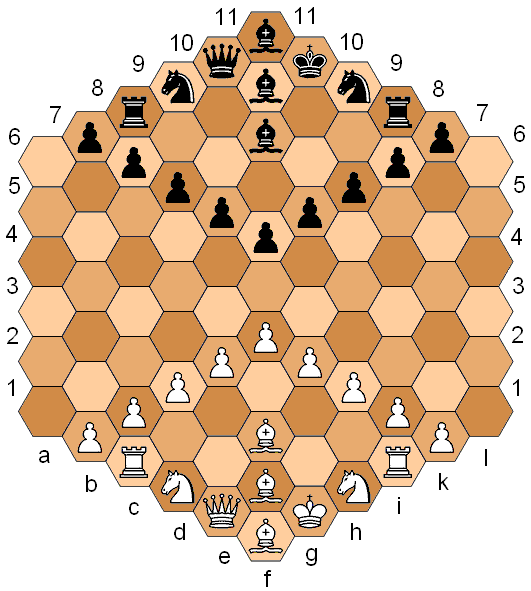
Ajedrez Hexagonal de Gliński. Posición inicial.

Es la más popular de las variantes. Ha llegado a haber más de medio millón de jugadores, y se vendieron más de 130 000 tableros. El juego fue muy popular en la Europa del este, especialmente en Polonia, país originario de Gliński, pero también el Londres, lugar donde residió y desde donde se difundió el juego.
El tablero consta de 91 casillas formando un hexágono regular (cada lateral tiene seis casillas). Las casillas son de tres colores diferentes a los que Gliński denomina claro, oscuro y gris, pero pueden tomarse también el blanco, negro y un color. El color gris (o color) habitualmente será el color de la casilla central, quedando por tanto 30 casillas blancas, 30 negras y 31 de color (o gris). Sin embargo es frecuente encontrar tableros con el blanco en la casilla central y dos colores (en lugar de usar el negro o el «oscuro»), pero es una configuración menos recomendable.
Las piezas de ajedrez necesarias para el juego son las habituales, incorporando un alfil y un peón adicionales. La posición inicial se muestra en el diagrama de la derecha. El tiempo de juego es similar al del ajedrez y su complejidad, a pesar de las apariencias, no mucho mayor.
El tablero consta de 11 columnas, nombradas usando las letras a, b, c, ..., k, l (la letra j no se usa) y 11 filas. Las filas 1-6 tienen 11 casillas divididas en dos partes en la columna f. La fila 7 (que corresponde a la posición inicial de los peones de las negras) tiene 9 casillas, la fila 8 tiene 7 y la 11 solo tiene una casilla, la f11.
Los siguientes diagramas muestran los movimientos de las piezas. De igual forma que en el ajedrez ortodoxo, el caballo puede saltar. Son necesarios tres alfiles, uno para cada color de las casillas del tablero. La dama puede realizar tanto los movimientos de la torre como los del alfil. No existe el movimiento de enroque.

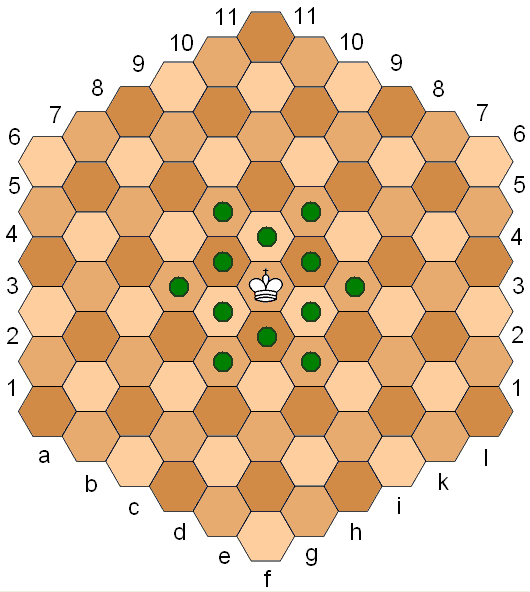
Rey
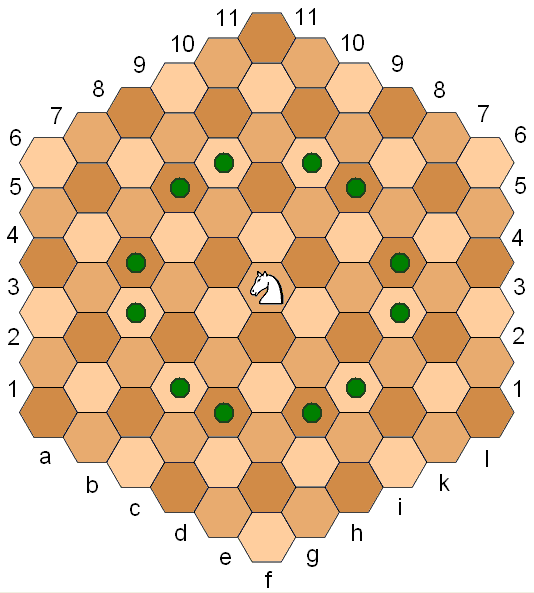
Caballo
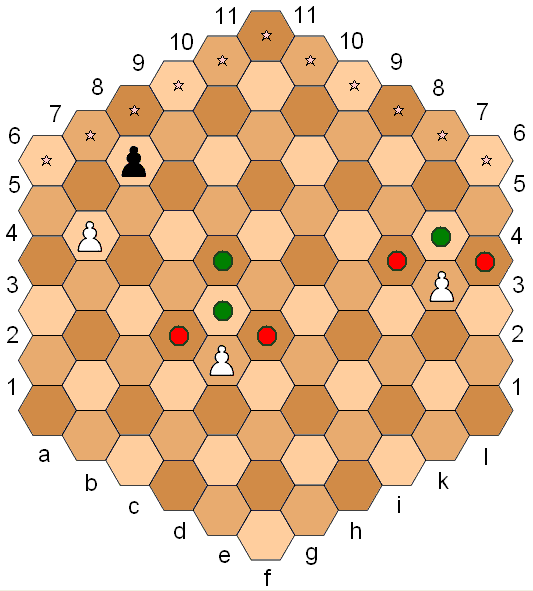
Peón

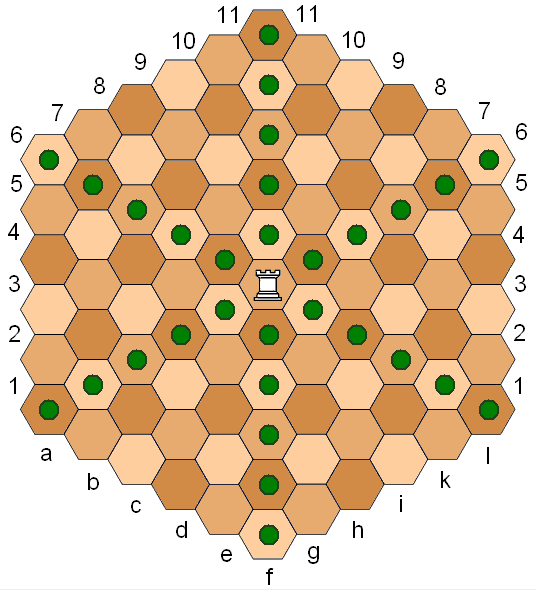
Torre
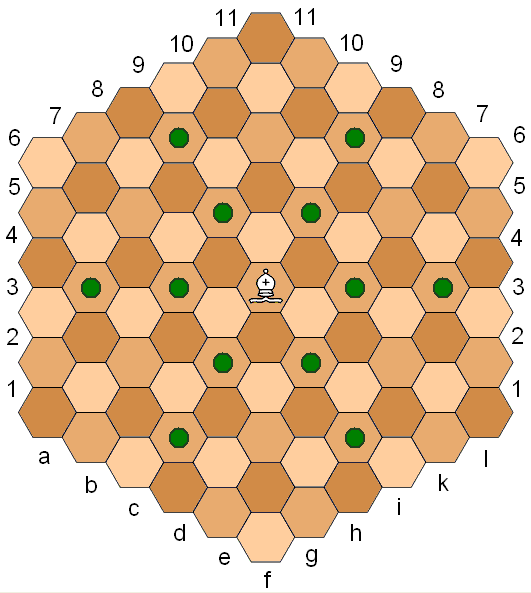
Alfil
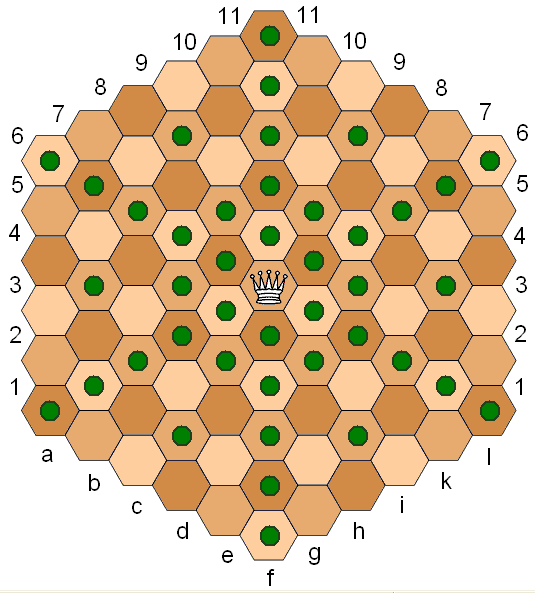
Dama

Los peones mueven hacia delante y capturan ortogonalmente en una casilla adyacente (marcadas con círculos rojos en el diagrama); los movimientos de captura del peón no se corresponden con la dirección de movimiento de los alfiles (movimiento diagonal) como en el ajedrez ortodoxo. Todos los peones tienen la opción de mover dos casillas cuando se encuentran en su casilla inicial; si un peón realiza una captura en su casilla inicial de forma que se encuentra en la casilla inicial de otro peón todavía tiene la opción de movimiento doble, de forma que no es necesario recordar qué peones han sido movidos. Por ejemplo, si el blanco peón de e4 capturase una pieza en f5, todavía tendría opción de mover a f7. La captura al paso también es posible: por ejemplo, si el peón negro situado en c7 en el diagrama mueve a c5, el peón blanco de b5 puede capturarlo: bxc6. El peón de la columna central en la disposición inicial de las piezas no puede realizar movimiento doble, por encontrarse la casilla ocupada por un peón negro, pero la posibilidad de realizar este movimiento existe, si más adelante la casilla no se encuentra ocupada.
Los peones se coronan (o promocionan) al alcanzar la última casilla de la columna; en el diagrama se han marcado con estrellas las casillas en las que los peones blancos se coronan. Una justificación que da Gliński al hecho de que las capturas de los peones se realicen con movimientos ortogonales es que de esta forma los movimientos de captura no acortan el número de movimientos necesarios para coronar el peón, aunque en realidad cuando la captura se realiza en la dirección del centro del tablero se penaliza el número necesario de movimientos.
El mate por ahogado no son tablas en esta variante, aunque no tiene el mismo valor que el jaque mate. En partidas de competición, el jugador que realiza el mate por ahogado recibe 0,75 puntos y el ahogado 0,25.
Aunque la teoría no está tan desarrollada como en el caso del ajedrez ortodoxo, Gliński ya estudió algunas aperturas, describió el mate más corto posible (mate del loco, en cuatro movimientos) y estudio de los finales que más tarde han sido estudiados en detalle por Dave McCooey con ayuda de computadoras, confirmándose el hecho de que, aunque los movimientos son complicados, es posible el mate a un rey solitario usando tan solo dos caballos.
El final Peón y rey contra rey fue detenidamente estudiado por Gliński, resultando que la oposición siempre puede ser recuperada por el jugador atacante y por tanto el peón será coronado, excepto en determinadas posiciones en las que aparece la oposición perpetua y la partida finaliza en tablas por repetición de movimientos.

## Ajedrez hexagonal de McCooey

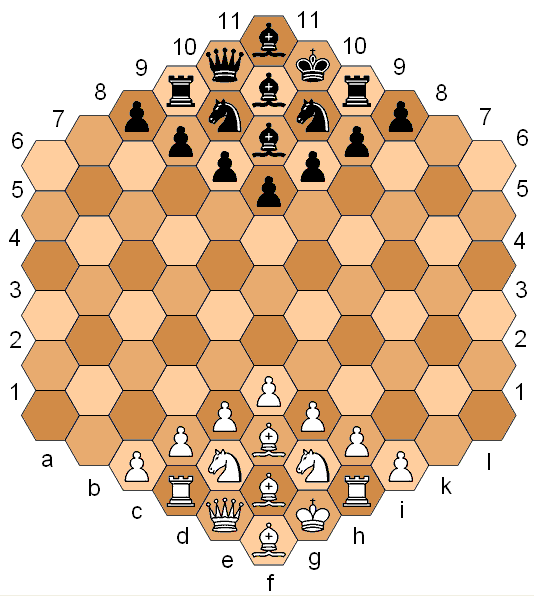
Ajedrez hexagonal de McCooey, posición inicial.

Dave McCooey y Richard Honeycutt desarrollaron otra variante de ajedrez hexagonal. Es muy similar a la versión de Glinski, con cuatro diferencias: la posición inicial, los movimientos de captura de los peones, que el peón de la columna f no tiene la capacidad de movimiento doble inicial y que el mate por ahogado son tablas.

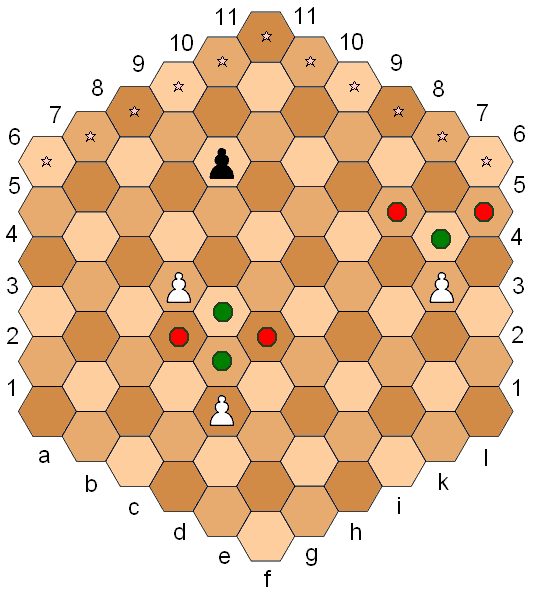
El movimiento del peón.

En el diagrama se muestra los movimientos del peón en esta variante. Observar que las capturas se realizan con movimiento diagonal, en el mismo sentido que mueven los alfiles. El peón blanco de d5 podrá capturar al paso el peón negro en e8 si el peón negro avanza a e6. El peón de la columna f no puede realizar movimiento doble.
Observar que en la posición inicial el peón en la columna f no se encuentra defendido, y que capturándolo con un caballo puede realizarse un jaque mate (son necesarios tres movimientos de caballo).

### Finales para el juego en tableros de 91 casillas (Gliński/McCooey)
Los finales del ajedrez hexagonal han sido estudiados en profundidad por Dave McCooey y los resultados se aplican tanto al ajedrez de Glinski como al de McCooey:
- El rey y dos caballos pueden hacer jaque mate a un rey solitario.
- El rey y una torre vencen a un rey y un caballo (excepto un pequeño número de casos (0.0019 %) en los que se produce tablas por jaque perpetuo).
- El rey y una torre vencen a un rey y un alfil (sin excepción).
- El rey y dos alfiles no pueden hacer jaque mate a un rey solitario, excepto en contadas y muy raras posiciones (0.17 %).
- El rey, un caballo y un alfil no pueden hacer mate a un rey solitario, excepto en contadas y muy raras posiciones (0.5 %).
- El rey y la dama no vencen a un rey y una torre: 4.3 % de las posiciones son tablas por jaque perpetuo, y un 37.2 % son tablas (no se alcanza el mate).
- El rey y una torre pueden hacer jaque mate a un rey solitario.

## C'escacs

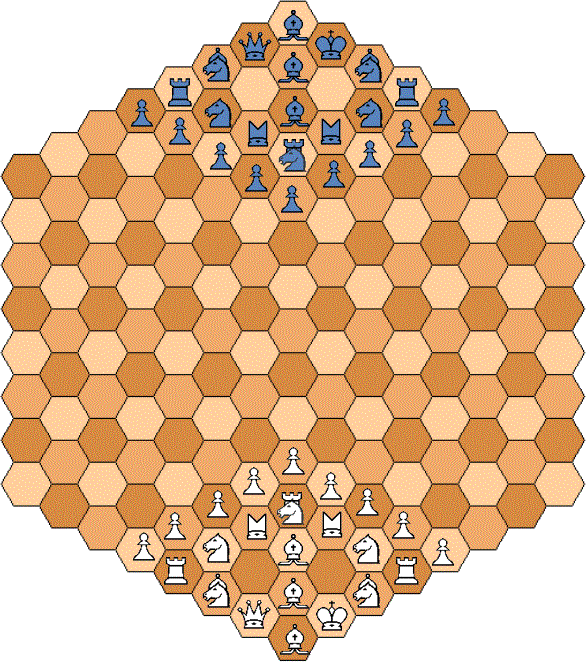
C'escacs, posición inicial.

C'escacs, diseñado en 2007 es una variante de ajedrez hexagonal en un tablero de 169 casillas, formando un hexágono con ocho casillas en cada lado. La disposición inicial de las piezas es muy similar a la de Gliński, pero se incorporan nuevas piezas: El dragón que combina los movimientos de la torre y el caballo (denominado canciller en el ajedrez de Capablanca), dos pegasos que combinan los movimientos del alfil y el caballo (denominados arzobispos en el ajedrez de Capablanca) y dos almogávares con movimiento de una casilla diagonal o bien dos en ortogonal saltando.
El rey y la dama blancos se posicionan en casillas claras (blancas) y los negros en casillas oscuras (negras), a diferencia de las variantes de Gliński y McCooey que posicionan estas piezas en casillas grises (de color). Inicialmente todas las piezas se encuentran defendidas.
Los movimientos de los peones en esta variante se extienden, permitiendo los movimientos en los tres sentidos hacia delante; de esta forma los peones pueden alcanzar todas las columnas sin necesidad de realizar capturas. Las capturas las realizan los peones de la misma forma que en la variante de McCooey, es decir en los dos movimientos diagonales hacia delante.
Para contrarrestar la gran movilidad de los peones se introduce la regla de la captura del peón esquivo. Esta regla se aplica cuando un peón enfrentado a otro (es decir, en la misma columna y casillas contiguas) realiza un movimiento a una de las dos casillas posibles esquivando al peón al que se encuentra enfrentado; en el siguiente movimiento podrá ser capturado por este, que por tanto realizará una captura con un movimiento ortogonal (tal como capturaría un peón en el ajedrez de Gliński).
En las casillas iniciales los peones tienen permitido el movimiento doble o triple, en cualquiera de los tres sentidos de movimiento permitidos para los peones; si un peón avanza a una casilla de inicio de otro peón todavía conserva la capacidad de realizar un movimiento doble o triple. En los movimientos dobles o triples de los peones pueden ser capturados al paso. El peón de la columna central puede por tanto ocupar la casilla central del tablero con un único movimiento, pero esto no representa necesariamente una ventaja para las blancas.
Puede darse el caso (aunque extremadamente raro) en el que se realice una captura al paso del peón esquivo: cuando un peón en una casilla inicial se encuentra enfrentado a otro y realiza un movimiento doble o triple esquivándolo; en este caso podrá ser capturado al paso por la regla del peón esquivo (ortogonalmente).
Dada la mayor movilidad de los peones en C'escacs no existe el caso de la oposición perpetua como en el ajedrez de Gliński y el final rey y peón contra rey finaliza coronando el peón, siempre que el rey esté en posición de defenderlo.
De la misma forma que en el ajedrez de Gliński el mate por ahogado no se considera tablas; puntúa 0,75 puntos y el jugador ahogado 0.25.
Existe un movimiento de enroque, casi anecdótico puesto que no es especialmente ventajoso, que permite al rey desde su posición inicial realizar un movimiento de caballo situando una torre inmediatamente a su costado. Existen por tanto cinco diferentes movimientos de enroque (uno de los movimientos de caballo del rey no permite enroque y otro permite en enroque con cualquiera de las dos torres).
La duración de una partida de C'escacs es aproximadamente el doble de una partida de ajedrez normal, debido al tamaño del tablero. La complejidad también es mayor (hay cinco piezas con movimientos de caballo). El número de movimientos posibles es aproximadamente cinco veces superior al del ajedrez ortodoxo: si se analizan 8 niveles de juego (cuatro jugadas por jugador) tenemos 390 625 veces más movimientos posibles; es decir, que si en el ajedrez tenemos del orden de 656 100 millones de movimientos en estos 8 niveles, en C'escacs tendremos 256 289 062 500 millones.

### Finales para el juego en tableros de 169 casillas (C'escacs)
En algunos casos los resultados para el tablero de 91 casillas son extrapolables al tablero de 169 casillas, pero existe alguna excepción notable:
- El rey y dos caballos no pueden hacer jaque mate a un rey solitario.
- El resto de resultados son muy similares a los resultados para el tablero de 91 casillas.

Para las piezas incorporadas en C'escacs (dragón, pegaso):
- El dragón y la dama tienen aproximadamente la misma potencia. La dama es preferible contra el pegaso, pero el dragón es mucho mejor contra la torre.
- El rey y una dama vencen a un rey y un pegaso.
- El rey y una torre vencen a un rey y un caballo.
- El rey y una torre vencen a un rey y un alfil.
- El rey con un pegaso y un caballo pueden hacer mate a un rey solitario.
- El rey con un pegaso y un alfil pueden hacer mate a un rey solitario.
- El rey con un peón contra un rey solitario resultará en la coronación del peón, si el rey está suficientemente cerca como para defenderlo (no es necesaria la oposición).

## Ajedrez hexagonal de Shafran

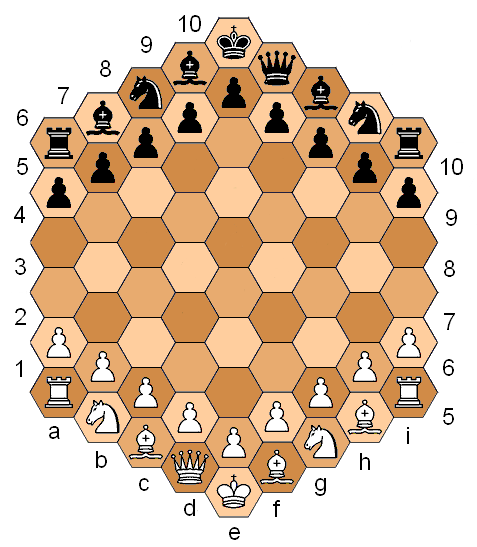
Ajedrez hexagonal de Shafran, posición inicial.

Inventado por el geólogo soviético Isaak Grigorevich Shafran en 1939 y registrado en 1956 quedó eclipsado por el éxito que en su momento tuvo el ajedrez de Gliński, y más en concreto por su éxito en occidente (Londres). Se mostró en la Exhibición Mundial de Ajedrez de Leipzig en 1960.
El tablero tiene forma de hexágono irregular, con nueve columnas y diez filas; en total 70 casillas. Las columnas se nombran usando letras de la a a la i y se numeran las filas de forma que la columna e tiene efectivamente 10 filas, pero la columna a tan solo seis numeradas de a1 hasta a6 pero la columna i comienza a numerarse en i5 hasta i10.
Cada jugador tiene la dama situada a su izquierda, mientras que a la derecha posiciona dos alfiles; observar que las damas no se encuentran enfrentadas.

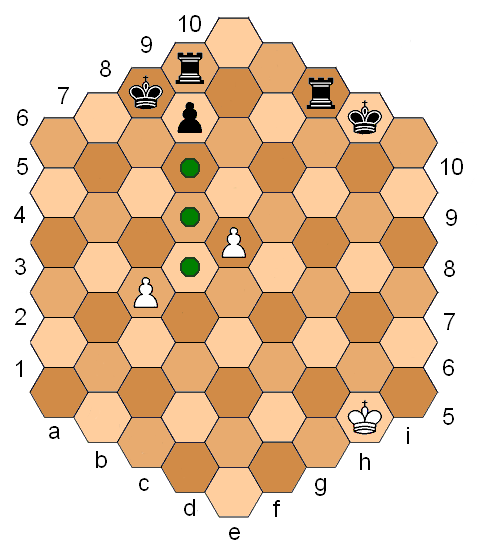
Captura al paso y enroque.

El movimiento de los peones es análogo a la variante de McCooey, realizando las capturas con movimientos diagonales, sin embargo la opción de movimiento inicial doble para los peones queda restringida a la mitad del tablero, y por tanto los peones a e i no pueden realizarlo, pero se permite el movimiento triple para los peones d, e y f. El movimiento triple permite que la captura al paso sea posible en dos casillas, como se muestra en el diagrama en el que ambos peones blancos tienen opción de capturar al paso si el peón negro realiza un movimiento triple.
Hay cuatro enroques posibles, largo o corto con cualquiera de las dos torres, pero el movimiento no ofrece especiales ventajas y es más bien anecdótico.
En caso de mate por ahogado la partida es tablas.

## Variantes de ajedrez hexagonal para tres jugadores

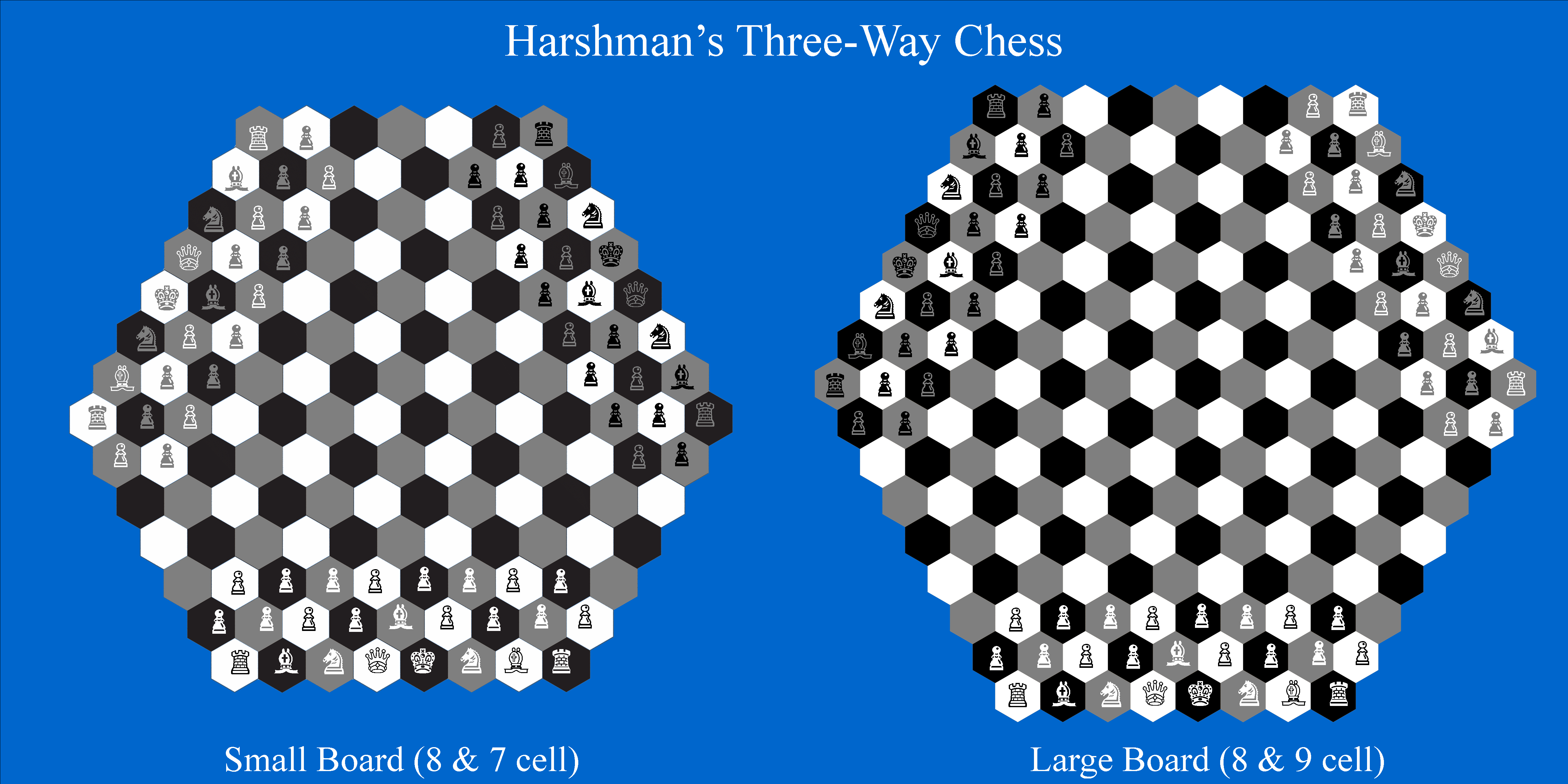
El ajedrez a tres bandas utiliza un tablero hexagonal irregular. Harshman intercambió las posiciones iniciales de los caballos y alfiles en la fila de atrás para que cada jugador pudiera empezar con un alfil en una casilla de cada color.

Algunas variantes están diseñadas para tres jugadores. Suelen incluir tres alfiles por bando para cubrir todas las casillas del tablero. Las piezas suelen moverse como en otra versión del ajedrez hexagonal. 

### Ajedrez hexagonal a tres manos
Más comúnmente conocido como Ajedrez Hexagonal de Wellisch, El Ajedrez Hexagonal a Tres Manos fue publicado por Siegmund Wellisch en 1912. No tiene alfiles; en su lugar, cada uno de los tres caballos se mueve un solo espacio en cualquiera de las seis direcciones "diagonales".

### Ajedrez a tres bandas
El ajedrez a tres bandas fue diseñado por el profesor Richard Harshman como un experimento neurológico. Lo juegan tres jugadores en un tablero hexagonal irregular de 140 o 200 casillas. En ambas versiones, las filas de todos los jugadores tienen 8 casillas de ancho. Sin embargo, la versión más pequeña tiene 7 casillas en los tres lados alternos mientras que la versión más grande tiene 9. En cualquiera de los casos, las blancas siempre mueven primero seguidas de las rojas y luego de las negras. El tercer alfil de cada jugador comienza en el centro de su segunda fila en una casilla que coincida con su propio color. Excepto el peón, las piezas se mueven como en el de Gliński.

## Otras variantes de ajedrez hexagonal
La primera variante de ajedrez hexagonal publicada fue un juego comercial denominado Hexagonia. Inventado en 1864 por John Jacques & Son. El tablero tenía 125 casillas y cada jugador tenía un rey, 2 cañones, 4 caballos y 8 peones.
En 1984, Ronald Planesi inventó el juego ImmortalStarMasters. Es un ajedrez hexagonal (y un juego de damas) para hasta seis jugadores que se juega en un tablero hexagonal con diez casillas de lado (271 casillas). Los ajedreces para más de dos jugadores (existentes desde el Chaturanga, el abuelo del ajedrez) incorporan la diplomacia como factor dominante en lugar de la estrategia, por lo que se desvían mucho más del ajedrez ortodoxo que otras variantes.
En 1998, Derick Peterson inventó el Grand Hexachess. En esta variante el tablero se posiciona horizontalmente situando cada jugador sus piezas en laterales opuestos. Los peones tienen entonces dos movimientos posibles hacia delante (delante izquierda o delante derecha) y tres movimientos diagonales de captura posibles (uno de ellos directamente en frente), siendo esta precisamente la motivación para este diseño puesto que en el ajedrez hexagonal habitualmente el peón es la única pieza que no incrementa su capacidad de movimiento.